# العلاقات الفرنسية النيكاراغوية
العلاقات الفرنسية النيكاراغوية هي العلاقات الثنائية التي تجمع بين فرنسا ونيكاراغوا.

## مقارنة بين البلدين
هذه مقارنة عامة ومرجعية للدولتين:
| وجه المقارنة                                              | فرنسا                                                    | نيكاراغوا        |
| --------------------------------------------------------- | -------------------------------------------------------- | ---------------- |
| المساحة (كم2)                                             | 643.80 ألف                                               | 130.38 ألف       |
| عدد السكان (نسمة)                                         | 67.12 مليون                                              | 6.22 مليون       |
| الكثافة السكانية (ن./كم²)                                 | 104.26                                                   | 47.71            |
| العاصمة                                                   | باريس                                                    | ماناغوا          |
| اللغة الرسمية                                             | لغة فرنسية                                               | اللغة الإسبانية  |
| العملة                                                    | يورو، فرنك س ف ب، فرنك فرنسي، Livre tournois ‏            | كوردبا نيكاراغوا |
| الناتج المحلي الإجمالي (بليون دولار)                      | 2.58 تريليون                                             | 13.81 مليار      |
| الناتج المحلي الإجمالي (تعادل القوة الشرائية) بليون دولار | 2.87 تريليون                                             | 31.63 مليار      |
| الناتج المحلي الإجمالي الاسمي للفرد دولار أمريكي          | 36.20 ألف                                                | 2.09 ألف         |
| الناتج المحلي الإجمالي للفرد دولار أمريكي                 | 39.33 ألف                                                | 4.92 ألف         |
| مؤشر التنمية البشرية                                      | 0.888                                                    | 0.631            |
| رمز المكالمات الدولي                                      | +33                                                      | +505             |
| رمز الإنترنت                                              | .fr، .bzh ‏، .tf، .re، .wf، .yt، .pm، .paris              | .ni              |
| المنطقة الزمنية                                           | أوروبا/باريس ‏، توقيت وسط أوروبا، توقيت وسط أوروبا الصيفي | 00               |

## مدن متوأمة
في ما يلي قائمة باتفاقيات التوأمة بين مدن فرنسية ونيكاراغوية:
- ترتبط فوجير مع سوموتو، نيكاراغوا [الإنجليزية]‏ باتفاقية توأمة.[16]
- ترتبط Le Mans Métropole [الإنجليزية]‏ مع San Juan de Cinco Pinos [الإنجليزية]‏ باتفاقية توأمة منذ 1976.[17][18][19][20]
- ترتبط Allonnes, Sarthe [الإنجليزية]‏ مع San Juan de Cinco Pinos [الإنجليزية]‏ باتفاقية توأمة منذ 1976.[17][18][19][20]
- ترتبط لا كورنوف مع أكوتال [الإنجليزية]‏ باتفاقية توأمة.

## منظمات دولية مشتركة
يشترك البلدان في عضوية مجموعة من المنظمات الدولية، منها:
| علم المنظمة | اسم المنظمة                               | تاريخ انضمام فرنسا | تاريخ انضمام نيكاراغوا |
| ----------- | ----------------------------------------- | ------------------ | ---------------------- |
|             | مؤسسة التنمية الدولية                     | 30 ديسمبر 1960     | 30 ديسمبر 1960         |
|             | يونسكو                                    | 4 نوفمبر 1946      | 22 فبراير 1952         |
|             | وكالة ضمان الاستثمار متعدد الأطراف        | 28 ديسمبر 1989     | 12 يونيو 1992          |
|             | الأمم المتحدة                             | 24 أكتوبر 1945     | 24 أكتوبر 1945         |
|             | الاتحاد البريدي العالمي                   | ?                  | ?                      |
|             | البنك الدولي للإنشاء والتعمير             | 27 ديسمبر 1945     | 14 مارس 1946           |
|             | الاتحاد الدولي للاتصالات                  | 1866               | 12 مايو 1926           |
|             | منظمة حظر الأسلحة الكيميائية              | ?                  | ?                      |
|             | مؤسسة التمويل الدولية                     | 20 يوليو 1956      | 20 يوليو 1956          |
|             | المركز الدولي لتسوية المنازعات الاستشارية | 20 سبتمبر 1967     | 19 أبريل 1995          |
|             | منظمة التجارة العالمية                    | 1995               | ?                      |
|             | منظمة الشرطة الجنائية الدولية             | ?                  | ?                      |

## وصلات خارجية
- موقع وزارة الخارجية الفرنسية
- موقع وزارة الخارجية النيكاراغوية